# Leichtathletik-Weltmeisterschaften 2001/5000 m der Männer

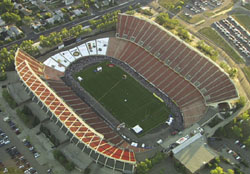
Das Commonwealth Stadium von Edmonton im Jahr 2005

Der 5000-Meter-Lauf der Männer bei den Leichtathletik-Weltmeisterschaften 2001 wurde am 6. und 10. August 2001 im Commonwealth Stadium der kanadischen Stadt Edmonton ausgetragen.
In diesem Wettbewerb errangen Langstreckenläufer aus Kenia mit Gold und Bronze zwei Medaillen. Weltmeister wurde Richard Limo, der bei den Afrikameisterschaften 1998 Silber über 3000 Meter Hindernis gewonnen hatte. Rang zwei belegte der äthiopische Olympiasieger von 2000 Million Wolde. John Kibowen errang die Bronzemedaille.

## Bestehende Rekorde
| Weltrekord | 12:39,36 min | Haile Gebrselassie | Rom, Italien                | 13. Juni 1998   |
| WM-Rekord  | 12:58,13 min | Salah Hissou       | WM 1999 in Sevilla, Spanien | 28. August 1999 |

Der bestehende WM-Rekord wurde bei diesen Weltmeisterschaften nicht eingestellt und nicht verbessert.

## Doping
In dieser Disziplin war ein Dopingfall zu verzeichnen.
Der Algerier Ali Saïdi-Sief wurde positiv auf Nandrolon getestet. seine Silbermedaille musste er zurückgeben, er wurde für zwei Jahre gesperrt.
Leidtragende waren vor allem zwei Athleten:
- John Kibowen, Kenia – Er erhielt seine Bronzemedaille erst mit deutlicher Verspätung und konnte nicht an der Siegerehrung teilnehmen.
- Mark Carroll, Irland – Er war mit seiner Zeit von 13:37,27 min eigentlich für das Finale qualifiziert.

## Vorrunde
Die Vorrunde wurde in zwei Läufen durchgeführt. Die ersten fünf Athleten pro Lauf – hellblau unterlegt – sowie die darüber hinaus fünf zeitschnellsten Läufer – hellgrün unterlegt – qualifizierten sich für das Finale.

### Vorlauf 1
6. August 2001, 9:35 Uhr
| Platz | Name                    | Nation     | Zeit (min)                                      |
| ----- | ----------------------- | ---------- | ----------------------------------------------- |
| 1     | Million Wolde           | Äthiopien  | 13:28,76                                        |
| 2     | Richard Limo            | Kenia      | 13:28,78                                        |
| 3     | Driss El Himer          | Frankreich | 13:28,87                                        |
| 4     | Abiyote Abate           | Äthiopien  | 13:28,88                                        |
| 5     | Sammy Kipketer          | Kenia      | 13:28,90                                        |
| 6     | Marius Bakken           | Norwegen   | 13:32,34                                        |
| 7     | Isaac Viciosa           | Spanien    | 13:32,39                                        |
| 8     | Mohamed Saïd El Wardi   | Marokko    | 13:36,24                                        |
| 9     | Mark Carroll            | Irland     | 13:37,27 eigentlich für das Finale qualifiziert |
| 10    | Mauricio Díaz           | Chile      | 13:38,07                                        |
| 11    | Khoudir Aggoune         | Algerien   | 13:43,95                                        |
| 12    | Pablo Olmedo            | Mexiko     | 14:02,90                                        |
| 13    | Mohamed Yagoub Babiker  | Sudan      | 14:03,27                                        |
| 14    | Ali Mabrouk El Zaidi    | Libyen     | 14:16,08                                        |
| 15    | Nicholas Rogers         | USA        | 14:33,39                                        |
| 16    | Esam Salah Musleh Juaim | Jemen      | 15:21,11                                        |
| 17    | Chamkaur Dhaliwal Singh | Singapur   | 15:23,56                                        |
| DOP   | Ali Saïdi-Sief          | Algerien   | für das Finale zugelassen                       |

### Vorlauf 2
6. August 2001, 9:55 Uhr
| Platz | Name                  | Nation         | Zeit (min) |
| ----- | --------------------- | -------------- | ---------- |
| 1     | Hailu Mekonnen        | Äthiopien      | 13:32,11   |
| 2     | Ismaïl Sghyr          | Frankreich     | 13:32,60   |
| 3     | Adam Goucher          | USA            | 13:32,92   |
| 4     | Alberto García        | Spanien        | 13:33,64   |
| 5     | Mohammed Amyn         | Marokko        | 13:34,54   |
| 6     | John Kibowen          | Kenia          | 13:35,09   |
| 7     | Samir Moussaoui       | Algerien       | 13:40,09   |
| 8     | Ahmed Ibrahim Warsama | Katar          | 13:41,07   |
| 9     | Serhij Lebid          | Ukraine        | 13:43,78   |
| 10    | Yonas Kifle           | Eritrea        | 13:44,16   |
| 11    | Enrique Molina        | Spanien        | 13:45,97   |
| 12    | Dennis Jensen         | Dänemark       | 13:47,90   |
| 13    | Michael Openshaw      | Großbritannien | 14:00,84   |
| 14    | Jafar Babakhani       | Iran           | 14:14,64   |
| 15    | Rodwell Kamwendo      | Malawi         | 14:21,44   |
| 16    | Tom Compernolle       | Belgien        | 14:27,08   |
| 17    | Jeremy Deere          | Kanada         | 14:30,92   |

In der Vorrunde aus dem zweiten Vorlauf ausgeschiedene Läufer:

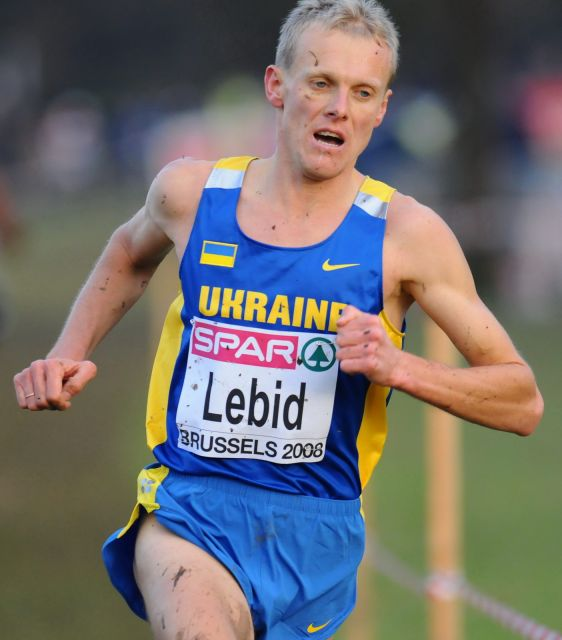
Serhij Lebid Rang neun in 13:43,78 min
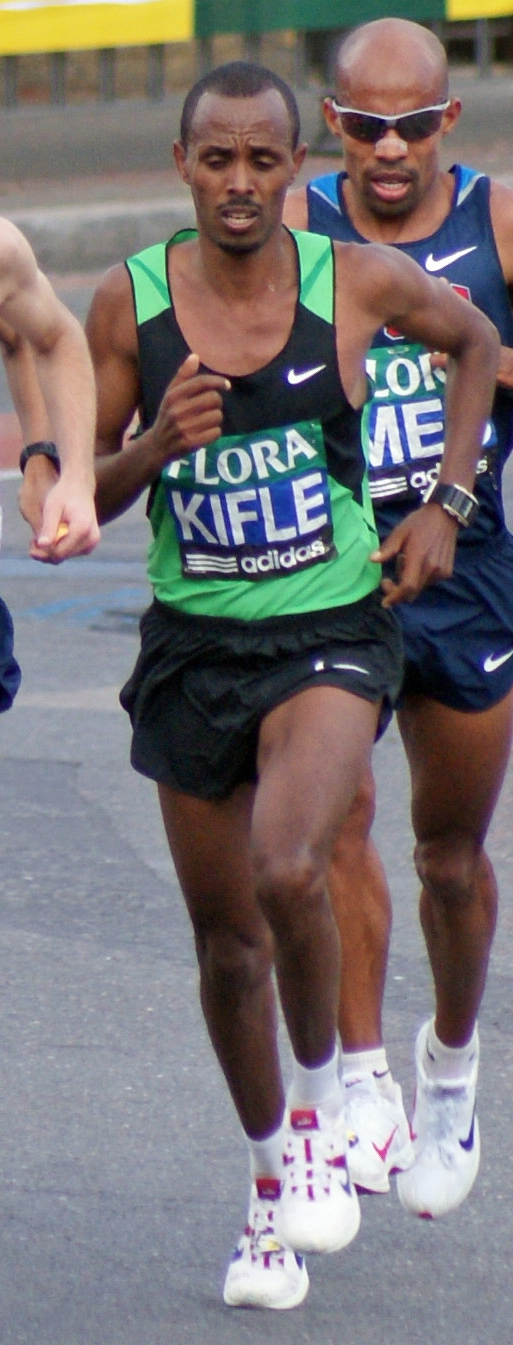
Yonas Kifle (hier beim London-Marathon 2009) Rang zehn in 13:44,16 min
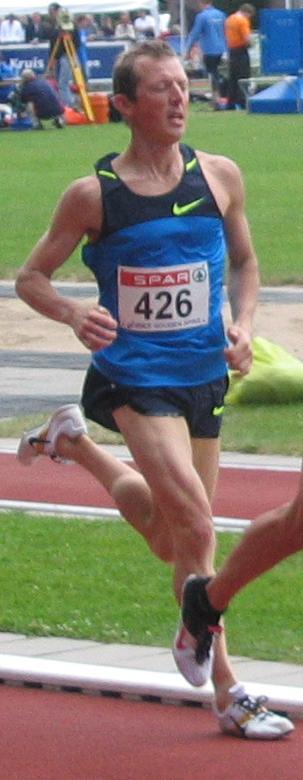
Tom Compernolle Rang sechzehn in 14:27,08 min

## Finale
10. August 2001, 22:25 Uhr
| Platz | Name                  | Nation     | Zeit (min) |
| ----- | --------------------- | ---------- | ---------- |
| 1     | Richard Limo          | Kenia      | 13:00,70   |
| 2     | Million Wolde         | Äthiopien  | 13:03,47   |
| 3     | John Kibowen          | Kenia      | 13:05,20   |
| 4     | Alberto García        | Spanien    | 13:05,60   |
| 5     | Ismaïl Sghyr          | Frankreich | 13:07,71   |
| 6     | Sammy Kipketer        | Kenia      | 13:08,46   |
| 7     | Abiyote Abate         | Äthiopien  | 13:14,07   |
| 8     | Hailu Mekonnen        | Äthiopien  | 13:20,24   |
| 9     | Marius Bakken         | Norwegen   | 13:22,07   |
| 10    | Adam Goucher          | USA        | 13:24,00   |
| 11    | Driss El Himer        | Frankreich | 13:28,14   |
| 12    | Mohammed Amyn         | Marokko    | 13:28,90   |
| 13    | Mohamed Saïd El Wardi | Marokko    | 13:43,40   |
| 14    | Isaac Viciosa         | Spanien    | 14:01,32   |
| DOP   | Ali Saïdi-Sief        | Algerien   |            |

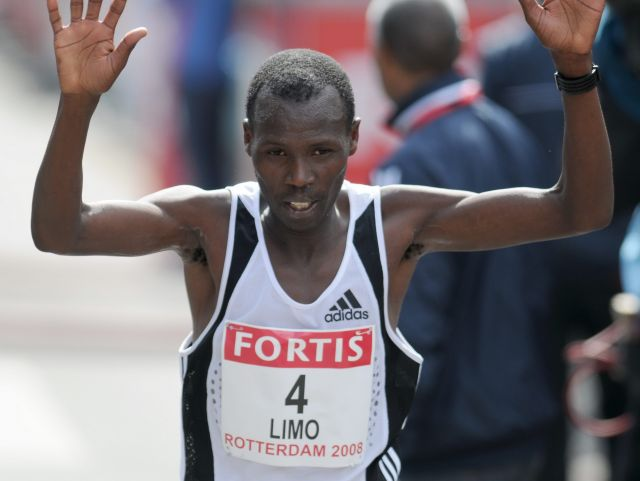
Weltmeister Richard Limo

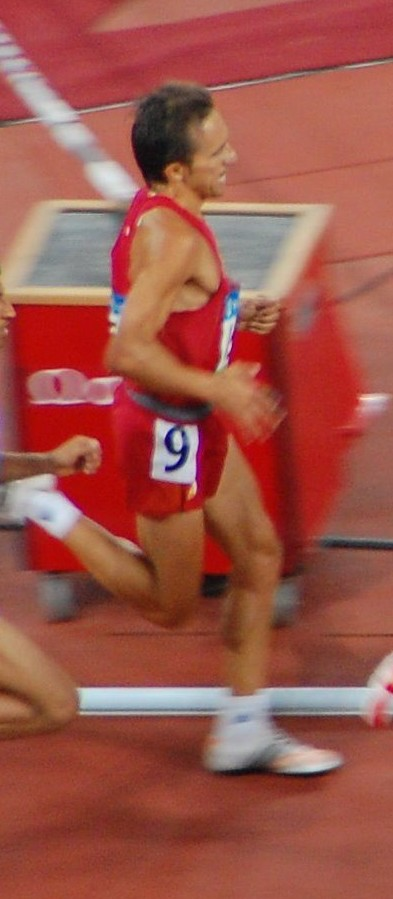
Alberto García verpasste als bester nicht-afrikanischer Läufer auf dem vierten Rang eine Medaille nur um vier Zehntelsekunden
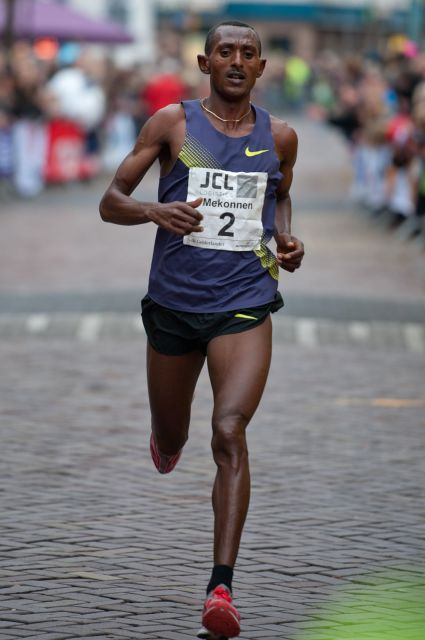
Hailu Mekonnen belegte Rang acht
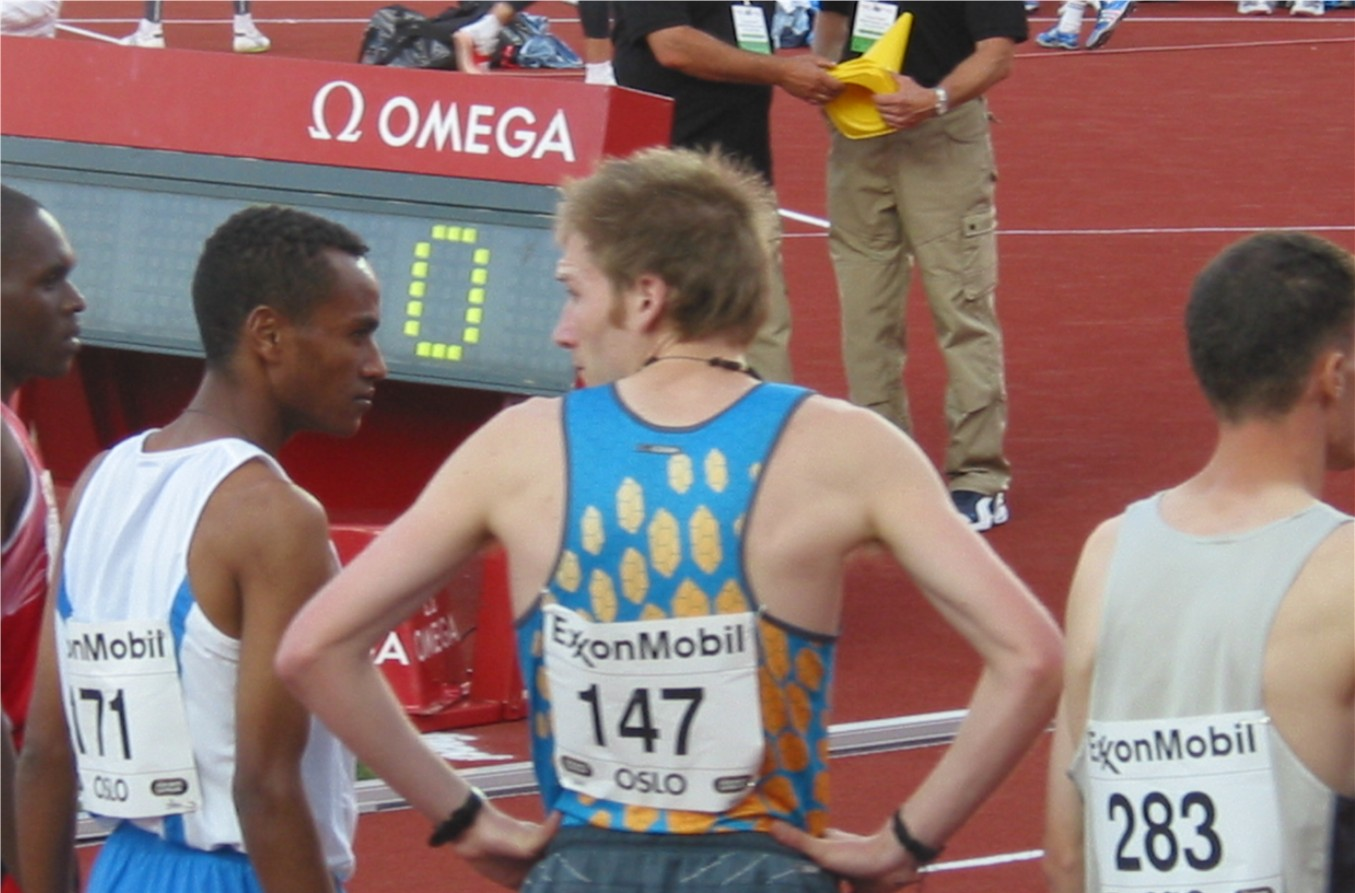
Marius Bakken (Mitte) erreichte Platz neun
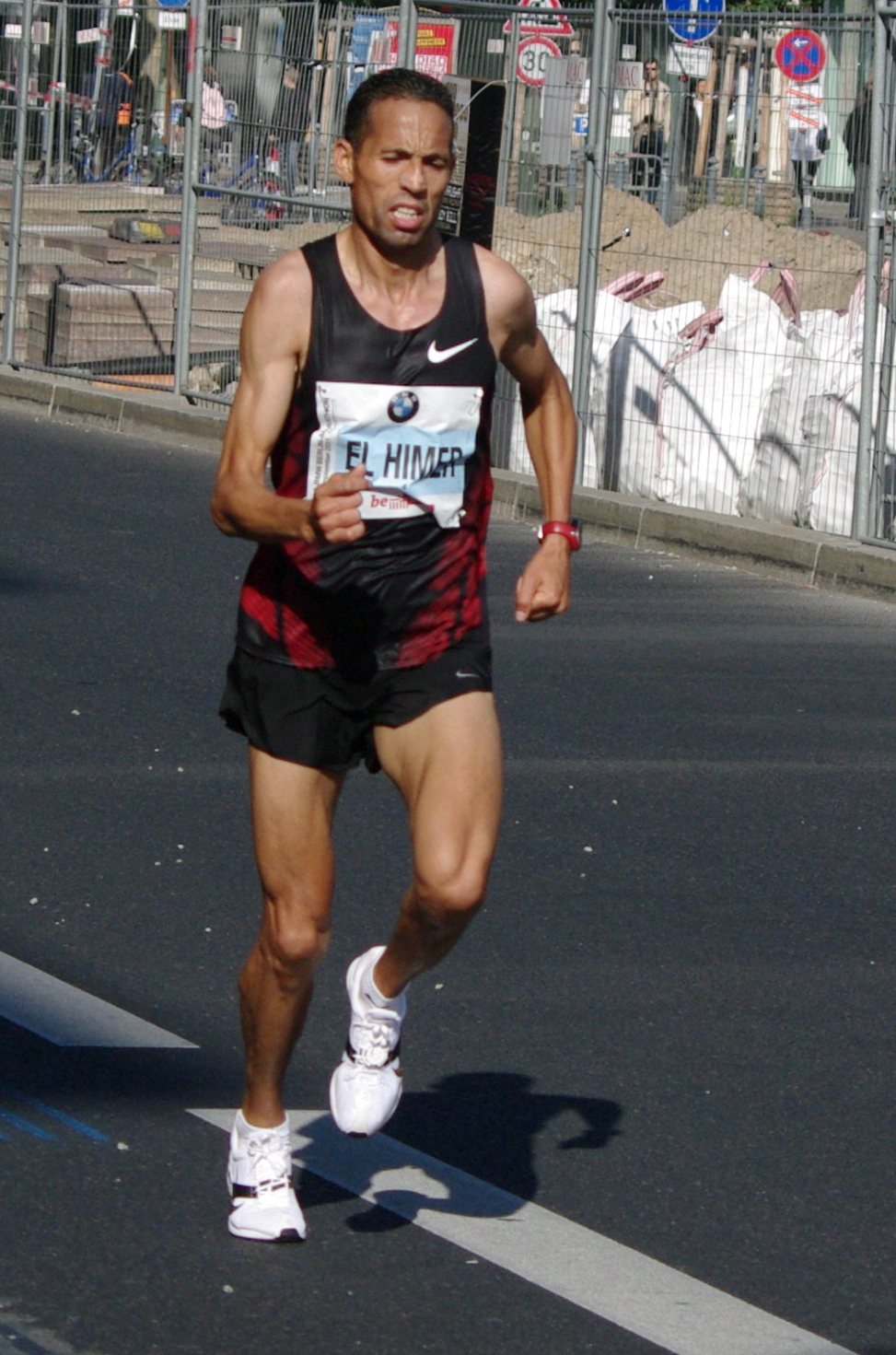
Driss El Himer (hier beim Berlin-Marathon 2011) wurde Elfter
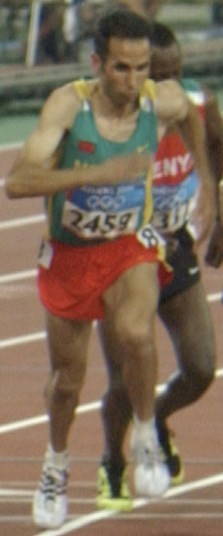
Der zwölftplatzierte Mohammed Amyn

## Video
- Final 5000 Mundial Edmonton 2001 auf youtube.com, abgerufen am 8. August 2020